# Vol
El vol és l'acció de volar: qualsevol moviment a través de l'aire genera per elevació aerodinàmica o flotabilitat aerostàtica. També rep el nom de vol el desplaçament de les naus espacials més enllà de l'atmosfera terrestre.
Volar és desplaçar-se a través d'un espai tridimensional, amb moviments vectorials o relatius en qualsevol sentit. Ex.: els paracaigudistes durant la caiguda lliure, encara que van sempre cap avall, volen a través de l'espai de forma relativa.

## Vol animal

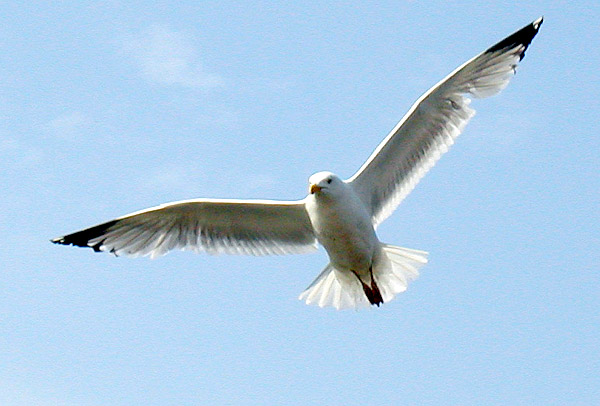
Una gavina en vol.

Els éssers vius que amb més èxit han aconseguit dominar el vol són els insectes, les aus i els ratpenats. Entre els vertebrats extints, destaquen els pterosaures, contemporanis dels dinosaures. Les ales de cadascun d'aquests grups d'animals van evolucionar de manera separada a partir de diferents estructures.
Els ratpenats són els únics mamífers capaços de volar en el sentit estricte de la paraula. això no obstant hi ha diverses espècies d'animals, com els esquirols voladors que poden planejar d'un arbre a un altre gràcies a unes membranes entre les seves extremitats; algunes poden desplaçar-se centenars de metres d'aquesta manera perdent molt poca altura.
La major part de les aus volen, amb algunes excepcions. L'estruç i l'emú no poden volar, igual que l'extint dodo, mentre que el pingüí, que tampoc no vola, ha adaptat les seves ales per usar-les sota l'aigua. Moltes aus petites que no poden volar són nadiues d'illes petites, i tenen un estil de vida on el vol no aporta gaires avantatges. El falcó pelegrí és l'animal més rápid del món; la seva velocitat terminal sobrepassa els 320 km/h.

### En la ficció
- Dumbo, l'elefant creat per Disney, usa les seves exagerades orelles per volar.
- Molts dracs es representen amb ales.
- El Pare Noel té un trineu estirat per rens voladors.
- Pegàs era un cavall alat de la mitologia grega.

## Vol mecànic

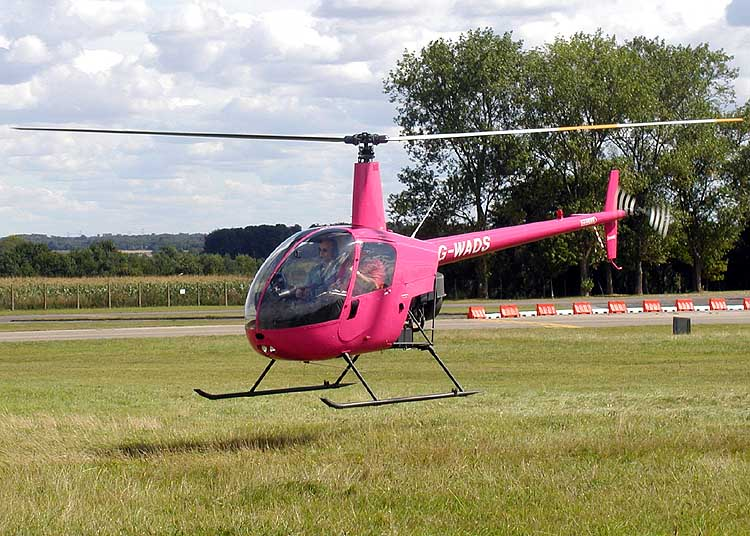
Vol mecànic: helicòpter Robinson R22 Beta.

Les màquines voladores reben el nom de aeronaus i es poden citar les següents:
- Avions
- Dirigibles
- Globus aerostàtics
- Helicòpters